# Compagnie marocaine de navigation
La  Compagnie Marocaine de Navigation (en Arabe : الشركة المغربية للملاحة البحرية), abrégée en Comanav, est une compagnie maritime marocaine spécialisée dans le transport de passagers et de fret roulant. Elle a été fondée en 1946 sous le nom de Compagnie Franco-Chérifienne de Navigation (CFCN). Elle assure des liaisons régulières entre le nord du Maroc et le sud de l'Espagne, la France et l'Italie. Son siège social se situe dans la ville de Tanger, l'un des principaux points de départ de ses ferries. À partir du février 2009, la Comarit est devenue actionnaire majoritaire dans le capital du leader maritime du pays la Comanav après le rachat de la part du groupe français CMA CGM pour 80 millions d'euros.
Elle cesse ses activités en 2012 à la suite des ennuis financiers de la société mère Comarit, disparue à la suite d'une liquidation judiciaire le 17 juillet 2014.

## Historique
La Compagnie Franco-Chérifienne de Navigation (CFCN) est fondée en 1946. Après l’indépendance du Maroc en 1956, elle est renommée Compagnie Marocaine de Navigation en 1959.
Afin de répondre à la demande des nombreux émigrants marocains en Europe qui reviennent au pays pendant l’été, la compagnie propose dès 1975 une ligne de ferry entre Tanger et Sète. La même année, elle achète cinq porte-conteneurs pour poursuivre son développement dans le domaine des marchandises, en plus de ses vraquiers.
En 1993, un roulier vient élargir l’offre de la compagnie pour le transport de camions entre les deux rives de la Méditerranée.
En 1998, la Comanav devient le premier armateur marocain à desservir le détroit de Gibraltar et renforce ainsi sa position dans le domaine du transport de passagers dans la région méditerranéenne.
En 2007, l’État marocain privatise la compagnie, qui est cédée à un consortium représenté par la CMA-CGM pour un montant de 2,2 milliards de MAD (environ 200 millions d’euros). La compagnie française est surtout intéressée par le secteur portuaire et cède le pôle passager à la compagnie espagnole Balearia, qui revend sa part à la compagnie marocaine Comarit pour 80 millions d’euros en février 2009. La filiale est renommée Comanav Ferry.
En 2012, Comanav Ferry cesse ses activités à la suite des ennuis financiers de la société mère Comarit, qui disparaît à la suite d'une liquidation judiciaire le 17 juillet 2014. La Comanav est toujours en activité pour la société mère CMA-CGM.

## Itinéraires
La Comanav effectue des liaisons au départ de Casablanca vers Marseille, Cádiz, La Spezia ou Gênes (pour les rouliers), mais aussi de Casablanca au Havre, Rouen, Dunkerque, Anvers, Rotterdam, Valence, Barcelone ou encore La Spezia (pour les autres navires de marchandises).
La Comanav Ferry effectue des liaisons au départ de Tanger vers La Spezia, Gênes, Cádiz et Marseille, mais aussi de Nador à Almería et Sète.

## Flotte
| Nom du navire                                       | Image                              | Année et lieu de construction | IMO     | Année(s) d’explotation                        | Capacité       | Statut                                      |
| --------------------------------------------------- | ---------------------------------- | ----------------------------- | ------- | --------------------------------------------- | -------------- | ------------------------------------------- |
| Agadir                                              | En 1969 sous le nom de Vikingfjord | 1969 à Ems                    | 6922341 | 1974-1986                                     | 1000 passagers | Détruit en 2007 à Alang                     |
| Anwal                                               |                                    | 1977 au Havre                 | 7500748 | 1981-2003                                     | 12 passagers   | Détruit en 2003 à Alang                     |
| Marrakech                                           |                                    | 1986 à Saint-Nazaire          | 8412819 | 1986-2014                                     | 634 passagers  | Désarmé à Casablanca                        |
| Scirocco (plus tard Santa Catherine I)              |                                    | 1975 à Birkenhead             | 7340710 | Affrètement: 1987, 1993, 2003, 2004           | 1400 passagers | Détruit en 2009 à Alang                     |
| Azilal                                              |                                    | 1982 à Frederikshavn          | 8100064 | 1987-2002                                     | 1497 passagers | En service sous le nom de Winco Rose        |
| Rif                                                 |                                    | 1972 à Nagasaki               | 7227451 | 1988-1992                                     | 706 passagers  | Détruit en 2004 à Aliağa                    |
| Ferrymar I                                          |                                    | 1983 à Frederikshavn          | 8207393 | Affrètement: 1988                             | 12 passagers   | En service sous le nom de Heimdal           |
| Asni                                                |                                    | 1978 à Kobe                   | 7724710 | 1989-1994                                     | 12 passagers   | Détruit en 2003 à Alang                     |
| Azrou                                               |                                    | 1983 à Frederikshavn          | 8102012 | 1989-2002                                     | 1497 passagers | En service sous le nom de Salam Mas         |
| Europa Link                                         |                                    | 1966 à Nantes                 | 6601997 | Affrètement: 1992                             | 1350 passagers | Inconnu                                     |
| Aknoul                                              |                                    | 1993 à Macvanska Mitrovica    | 8917883 | 1993-Inconnu                                  | Inconnu        | En service                                  |
| Marko Polo                                          |                                    | 1973 au Havre                 | 7230599 | Affrètement: 1994                             | 1500 passagers | En service                                  |
| Ambassador II                                       |                                    | 1970 à Rendsburg              | 7011515 | Affrètement: 1995                             | 1040 passagers | Détruit en 2011 à La Nouvelle-Orléans       |
| Beauport                                            |                                    | 1970 à Bremerhaven            | 7010755 | Affrètement: 1995-1999                        | 1020 passagers | Détruit en 2005 à Alang                     |
| Al Mansour                                          |                                    | 1975 à Bremerhaven            | 7360629 | Affrètement: 1997-1998 -2015                  | 1200 passagers | Détruit a Aliaga en 2015                    |
| Moby Vincent                                        |                                    | 1974 à Bremerhaven            | 6524905 | Affrètement: 1997                             | 1084 passagers | En service                                  |
| Captain Zaman I                                     |                                    | 1965 à Göteborg               | 6524905 | Affrètement: 2000                             | 1500 passagers | Détruit en 2003 à Aliağa                    |
| Captain Zaman II                                    |                                    | 1966 à Göteborg               | 6608098 | Affrètement: 2000, 2001                       | Inconnu        | Détruit en 2011 à Alang                     |
| Salamis Star (plus tard Marrakech Express Bni Nsar) |                                    | 1972 à Kure                   | 7236335 | Affrètement: 2002, 2003, 2004, 2005 2008-2014 | 1700 passagers | Détruit en 2014 à Aliağa                    |
| Laburnum (plus tard Tadla)                          |                                    | 1970 à Schiedam               | 7010509 | Affrètement: 2003-2005                        | 1132 passagers | Détruit en 2012 à Durrazo                   |
| Hornbeam                                            |                                    | 1974 à Messine                | 7319668 | Affrètement: 2003                             | 442 passagers  | Détruit en 2009 à Aliağa                    |
| Pride Of Al Salam 1 (plus tard Nador Mogador)       |                                    | 1975 à Aalborg                | 7358298 | Affrètement: 2003, 2004, 2005                 | 1316 passagers | Détruit en 2010 à Alang                     |
| Pride Of Al Salam 2 (plus tard Oujda)               |                                    | 1975 à Aalborg                | 7358286 | Affrètement: 2003, 2005, 2006, 2007           | 1316 passagers | Détruit en 2010 à Alang                     |
| King Minos                                          |                                    | 1972 à Shimizu                | 7214521 | Affrètement: 2004-2005                        | 1800 passagers | En service                                  |
| Fedra (plus tard Ouzoud)                            |                                    | 1974 à Rendsburg              | 7350088 | Affrètement: 2004, 2005, 2006-2009            | 1500 passagers | Détruit en 2010 à Alang                     |
| Mistral Express                                     |                                    | 1981 à Nantes                 | 7915101 | 2005-2016                                     | 1726 passagers | Détruit a Aliaga en 2016                    |
| Scotia Prince                                       |                                    | 1972 à Kraljevica             | 7119836 | Affrètement: 2006, 2007, 2008                 | 1500 passagers | Détruit en 2012 à Chittagong                |
| Fantaasia                                           |                                    | 1979 à Åbo                    | 7807744 | Affrètement: 2006-2007                        | 1800 passagers | En service sous le nom de Regina Della Pace |
| Ibn Batouta                                         |                                    | 1981 à Belfast                | 7813949 | 2008-2015                                     | 1370 passagers | En service sous le nom EUROPEAN STAR        |
| European Express                                    |                                    | 1974 à Shimizu                | 7355272 | Affrètement: 2008                             | 982 passagers  | Désarmé à Drapetsonas                       |
| Comanav Tanger                                      |                                    | 1977 à Kiel                   | 7707736 | Affrètement: 2008-2009                        | 12 passagers   | Détruit en 2010 à Jiangmen                  |
| Tor Belgia                                          |                                    | 1978 à Dunkerque              | 7624063 | Affrètement: 2009                             | 12 passagers   | Détruit en 2010 à Alang                     |

## Secteur d'activité
- transport en vrac
- transport de passagers
- transport de conteneurs
- Ro-Ro
- activités portuaires (Somaport, Tanger Med...)

## Quelques chiffres
La flotte de la COMANAV est de 14 navires dont 10 en propriété. Sa capacité en termes de conteneur est de 3 300 evp, 7 400 passagers et 2 200 voitures. Les volumes transportés par an sont de 60 000 evp, 45 000 unités Ro-Ro, 200 000 Tonnes de marchandises diverses et 800 000 de personnes transportées.

## Anciens directeurs
Abderrahmane Bouayad (28 juin 1972-)
Toufiq Ibrahimi,,